# 岡本靖
岡本 靖（おかもと やすし、1953年1月23日 - ）は、日本の政治家。愛媛県伊予郡松前町長を2期務めた。伊予郡松前町出身。

## 経歴
- 地元の松前町立岡田小学校、松前町立岡田中学校を卒業後、
- 1971年3月 - 愛媛県立松山南高等学校卒業。
- 1976年
  - 3月 - 大阪大学法学部卒業。
  - 4月 - 愛媛県庁に入庁。
- 2008年4月 - 愛媛県県民環境部環境局長に就任。
- 2010年4月 - 愛媛県会計管理者･出納局長に就任。
- 2011年4月 - 愛媛県中予地方局局長に就任。
- 2013年4月 - 愛媛県人材育成官（非常勤）就任。
- 2014年4月 - 松前町代表監査委員、公益社団法人愛媛能楽協会監事に就任。
- 2015年
  - 4月 - 松前町副町長に就任。
  - 11月 - 松前町長選挙に立候補。8,327票を獲得し、前愛媛県議会議員で新人の住田省三を1,037票差で破り、初当選を果たす[1]。
  - 12月11日 - 町長就任[2]。
- 2019年11月 - 無投票により再選。
- 2023年11月 - 町長選挙で3選を目指したが新人の田中浩介に敗れ落選。

## 就任と三選ならなかった経緯

### 就任の経緯
前任の白石勝也から招へいされた形で、町副町長に就任したことからもわかるように、白石町長の後任として位置づけられていた。初めての選挙時には白石自身が有力団体・企業へ支援依頼をする等全面的にバックアップした。
なお、白石は2023年（令和5年）の三選目（二期目は無投票）の選挙に際して自らの後任として位置付けていた岡本を支援せず、対立の田中陣営の支援に回った。

### 三選ならなかった経緯
下記の言動が批判を浴びたほか、町職員への当たりが強いのではないかと批判されたことも遠因となった。
- 義農大賞

隣接する松山市のベッドタウンとしてのカラーが強く、特徴が乏しいとされる松前町であるが、岡本は二期目ころから地域のブランディングを意識、地元の義農作兵衛の精神を地域の誇りとして後世にも伝承していこうとの趣旨で「義農大賞」を創設した。しかしながら、その趣旨が十分に理解されないまま、また二期目に第一回の大賞を選定したものの、選定の仕方や結果に疑問が呈せられた。このため改選前の第二回の大賞選定に際して軌道修正を図ろうとしたが、疑念が払しょくできなかった（第二回募集開始自体は三期目の選挙の前）。
- 2022年6月 - 成人式の式典後、屋外で歓談し帰らなかった成人たちに対し腹を立て「おまえら、コロナにかかって死ね」と不適切発言したことが議会で指摘された。町長は「死ねなんかとは言ってないです。自分らがうつりたかったらうつって死んだらええわいとは言いました。」と答弁した[3]。当該発言について岡本は、帰宅を促した後会場から庁舎に戻る際につぶやいた独り言で、特定の人に向けたものではないと釈明した[4]。
- 2023年6月 - 同年2月に町内業者と松山市のホテルで会食したことが議会で指摘された。岡本町長は「疑惑を招く会ではない。」と答弁した[5]。